# Northrop M2-F3
Northrop M2-F3 là một mẫu máy bay trình diễn công nghệ thân nâng chế tạo lại từ Northrop M2-F2, sau khi nó bị rơi tại Trung tâm nghiên cứu bay Dryden vào năm 1967.

## Tính năng kỹ chiến thuật (M2-F3)

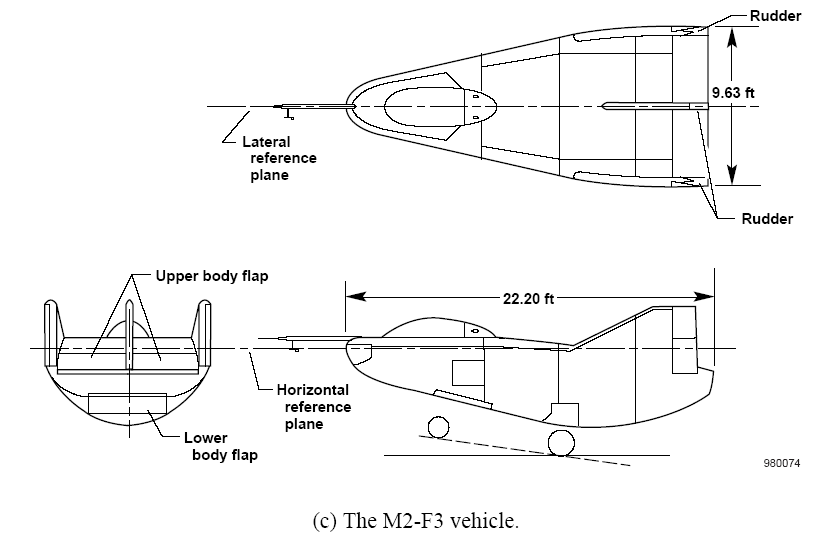
NASA M2-F3

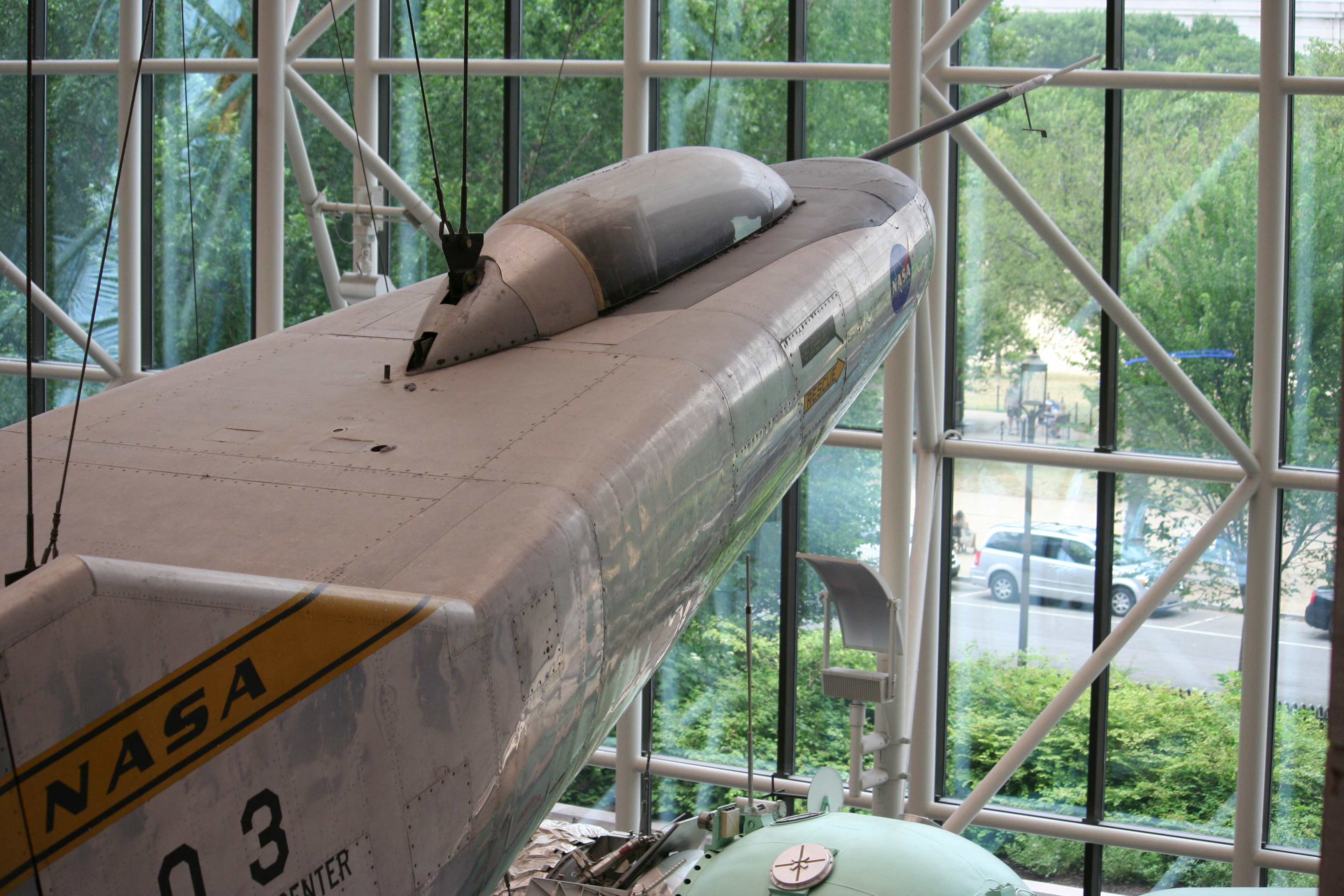
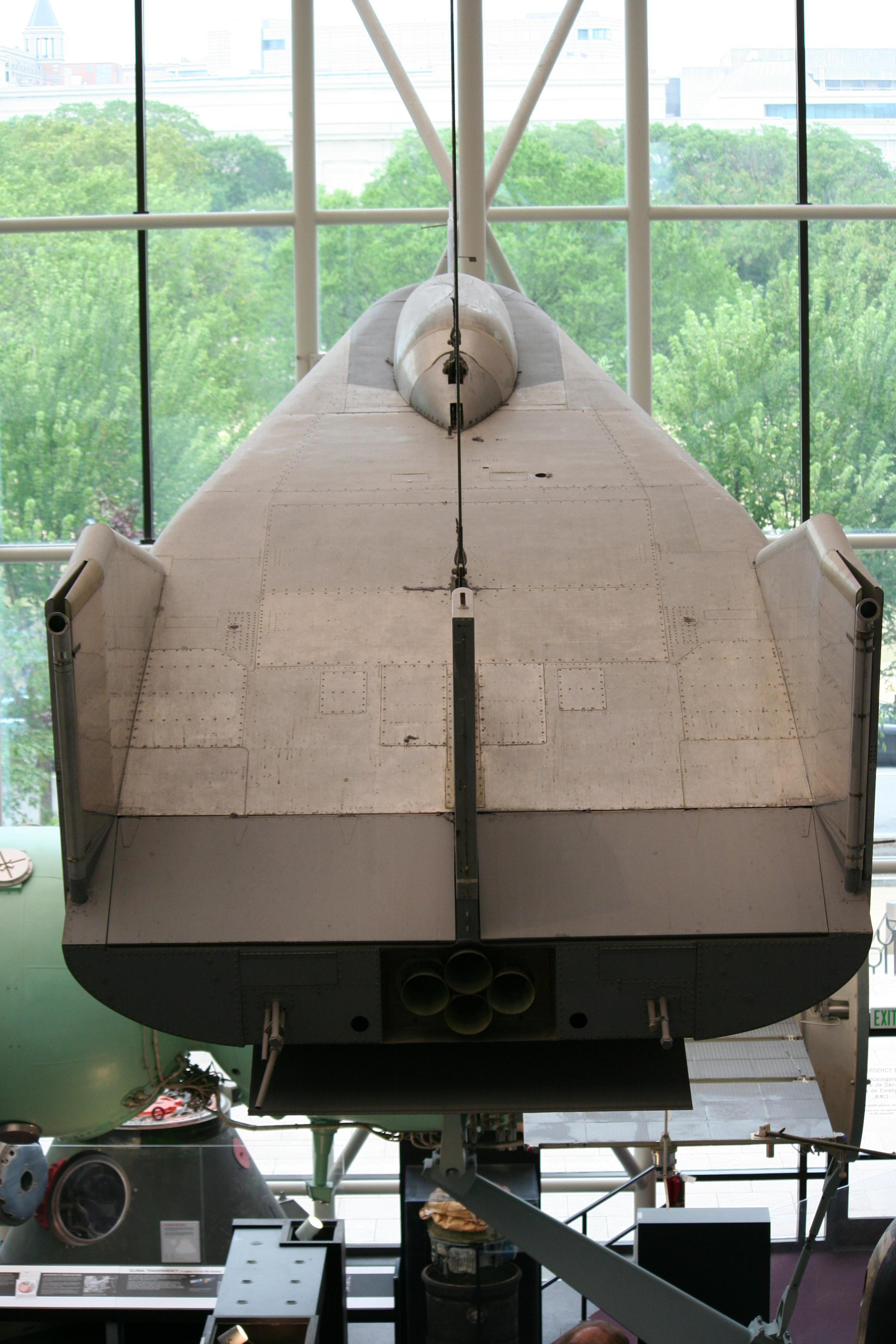
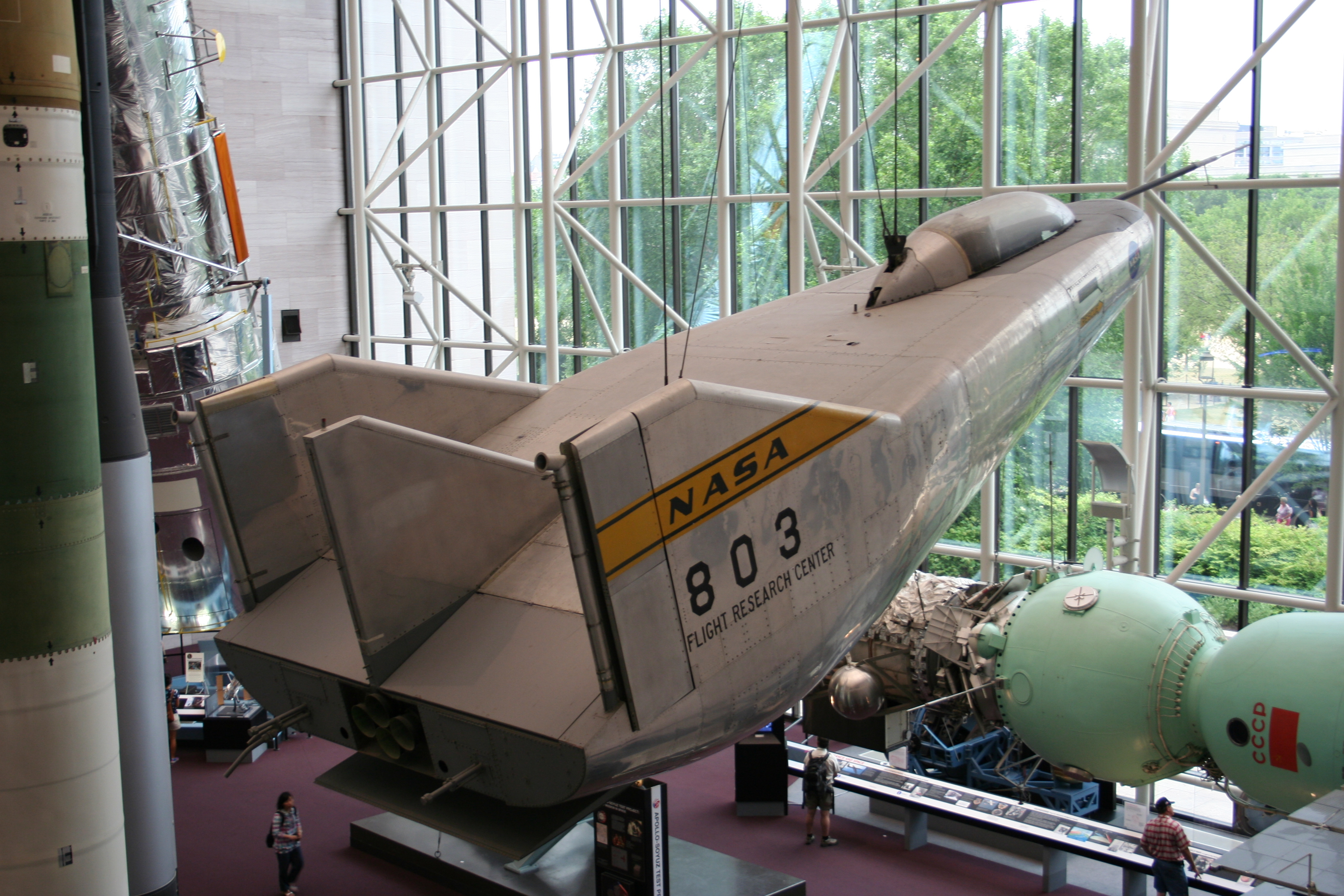
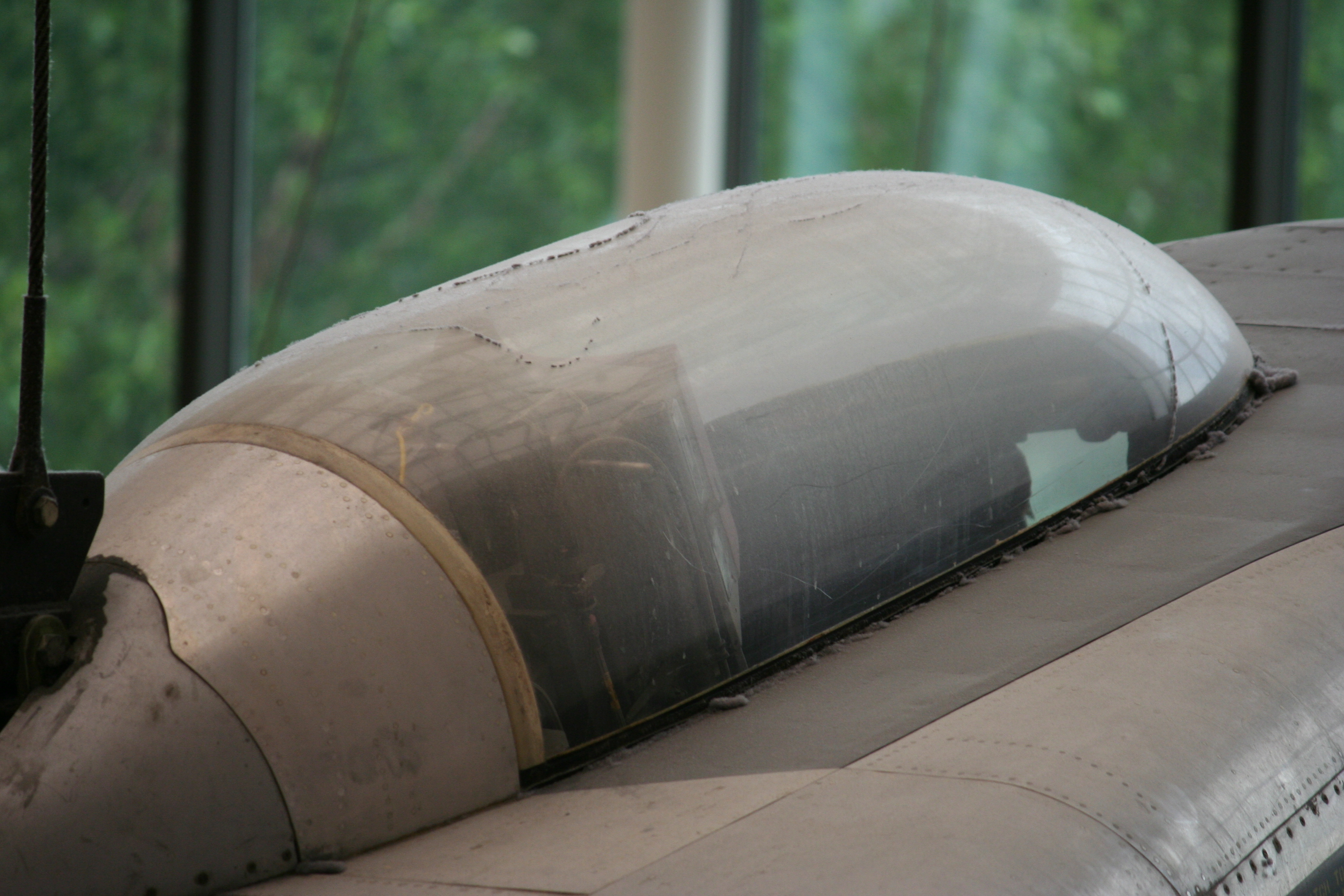

Đặc điểm tổng quát
- Kíp lái: 1
- Chiều dài: 22 ft 2 in (6,75 m)
- Sải cánh: 9 ft 8 in (2,94 m)
- Chiều cao: 9 ft 6 in (2,89 m)
- Diện tích cánh: 160 ft² (14,9 m²)
- Trọng lượng rỗng: 5.071 lb (2.300 kg)
- Trọng lượng có tải: 6.000 lb (2.721 kg)
- Trọng lượng cất cánh tối đa: 7.937 lb (3.600 kg)
- Động cơ: 1 × Reaction Motors XLR-11 kiểu rocket, 8.000 lbf (36 kN)

 Hiệu suất bay 
- Vận tốc cực đại: 925 knot (1.065 mph, 1.712 km/h)
- Tầm bay: 39 nm (45 mi, 72 km)
- Trần bay: 71.500 ft (21.793 m)
- Tải trên cánh: 49 lb/ft² (242 kg/m²)
- Lực đẩy/trọng lượng: 1.3